# The Entomologist's Monthly Magazine
The Entomologist's Monthly Magazine (abreviado como Entomol. Mon. Mag.) é uma revista científica entomológica britânica, fundada e publicada pela primeira vez em 1864. A revista publica artigos originais e notas sobre todas as ordens de insetos e artrópodes terrestres de qualquer parte do mundo. Embora seu nome sugira o contrário, atualmente é produzido apenas quatro vezes por ano pela Pemberley em 2007.

## História
Iniciada sob a direção conjunta de cinco entomologistas — H. T. Stainton, R. McLachlan, E. C. Rye, T. Blackburn e H. G. Knaggs. O primeiro número foi publicado em junho de 1864.
Em 1888, foi decidido começar uma segunda série nominal, não houve mudança na constituição da revista, porém o volume 25 se estendeu até dezembro de 1889, para que os próximos volumes pudessem começar em janeiro e terminar em dezembro do mesmo ano. A Segunda Série foi publicada durante o período de janeiro de 1890 a dezembro de 1914.
Em 1915, deu início a uma terceira série nominal, nesta houve algumas alterações relacionadas na impressão de nomes científicos, o qual se estabeleceu de acordo com as normas de nomenclatura vigentes no momento, sendo a principal mudança, é o desuso de dígrafos e ligaduras.